# Mördar-Anders och hans vänner (samt en och annan ovän)
Mördar-Anders och hans vänner (samt en och annan ovän) är Jonas Jonassons tredje roman som gavs ut den 23 september 2015 av Piratförlaget. Tidigare verk är Hundraåringen som klev ut genom fönstret och försvann (2009) och Analfabeten som kunde räkna (2013).